# Staszule
Staszule (biał. Сташулі; ros. Сташули) – wieś na Białorusi, w obwodzie witebskim, w rejonie miorskim, w sielsowiecie Powiacie.

## Historia
W czasach zaborów wieś w gminie Leonpol, w powiecie dzisieńskim, w guberni wileńskiej Imperium Rosyjskiego. Pod koniec XIX wieku należała do dóbr Międzyrzecz, własność Mirskich.
W latach 1921–1945 wieś i osada młyńska leżały w Polsce, w województwie wileńskim, w powiecie dziśnieńskim (od 1926 w powiecie brasławskim), w gminie Leonpol.
Według Powszechnego Spisu Ludności z 1921 roku zamieszkiwało tu 110 osób, 107 było wyznania rzymskokatolickiego, 1 ewangelickiego a 2 mojżeszowego. Jednocześnie 84 mieszkańców zadeklarowało polską a 26 białoruską przynależność narodową. Było tu 25 budynków mieszkalnych. W 1931 wieś w 21 domach zamieszkiwało 101 osób, a osadę młyńską  w 3 domach 13 osób.
Wierni należeli do parafii rzymskokatolickiej w Leonpolu. Miejscowość podlegała pod Sąd Grodzki w Drui i Okręgowy w Wilnie; właściwy urząd pocztowy mieścił się w Leonpolu.
W wyniku napaści ZSRR na Polskę we wrześniu 1939 miejscowość znalazła się pod okupacją sowiecką. 2 listopada została włączona do Białoruskiej SRR. Od czerwca 1941 roku pod okupacją niemiecką. W 1944 miejscowość została ponownie zajęta przez wojska sowieckie i włączona do Białoruskiej SRR.
Od 1991 w składzie niepodległej Białorusi.